# Вильявисенсио, Фернандо
Фернандо Альсибиадес Вильявисенсио Валенсия (исп. Fernando Alcibiades Villavicencio Valencia; 11 октября 1963 — 9 августа 2023, Кито, Эквадор) — эквадорский политический деятель, член Национальной ассамблеи в 2017—2023 годах (переизбирался в 2021 году). Выдвинул свою кандидатуру в президенты страны в 2023 году и был убит после предвыборного митинга.

## Биография
Вильявисенсио родился в Алауси, в провинции Чимборасо. Он изучал журналистику и коммуникацию в Кооперативном университете Колумбии. Он был женат на Веронике Сарауз, с которой познакомился во время работы в Национальной ассамблее. У них пятеро общих детей.
До начала политической карьеры Вильявисенсио был журналистом-расследователем, освещавшим коррупцию и насилие в Эквадоре. Он также был профсоюзным деятелем и соучредителем партии Пачакутик. Уволенный правительством Хамиля Мауада из компании Petroecuador, Фернандо Вильявисенсио с братом открыл пиццерию. 
В качестве журналиста El Universo он много критиковал различных президентов от Густаво Нобоа до Рафаэля Корреа. В 2013—2014 годах, будучи помощником депутата Клевера Хименеса, обвинил правительство Корреа в вооружённом вторжении на территорию больницы во время полицейского мятежа в 2010 году, за что президент подал на Вильявисенсио в суд, обвиняя в клевете. Приговорённый к 18 месяцам заключения, журналист отправился в Вашингтон искать поддержки у Межамериканской комиссии по правам человека, а, вернувшись на родину, скрывался у индейцев в Амазонии, пока его срок не истёк. 
В 2015 году он вместе с коллегой добыл и переслал WikiLeaks секретные документы о том, что правительство Эквадора использует итальянскую компанию для слежки за журналистами и оппозиционерами, а также следит за Джулианом Ассанжем в посольстве Эквадора в Лондоне, где тот скрывался от выдачи США.
После возвращения в Эквадор и участия в парламентских выборах вновь были подняты обвинения против Вильявисенсио, включая шпионаж. Из-за этого ему на некоторое время пришлось эмигрировать в Перу. Вильявисенсио провёл несколько месяцев в изгнании, но в феврале 2018 года все обвинения были сняты.
Одно из журналистских расследований Вильявисенсио раскрыло схему взяточничества, за что президент Эквадора Рафаэль Корреа, который занимал этот пост с 2007 по 2017 год, и высокопоставленные правительственные чиновники были приговорены судом к разным срокам.
Безуспешно баллотировавшись в Национальную ассамблею в 2017 году, Вильявисенсио был избран в 2021 году, представляя национальный избирательный округ. В мае 2023 года он выдвинул свою кандидатуру в президенты на всеобщих выборах того же года.

### Президентская кампания 2023 года
Вскоре после роспуска Национальной ассамблеи Вильявисенсио выдвинул свою кандидатуру на пост президента Эквадора на выборах 2023 года. Он сосредоточился на растущей коррупции, насилии в стране и защите окружающей среды. Во время своей предвыборной кампании он назвал Эквадор «наркогосударством» из-за роста насилия, связанного с бандитизмом.
Опрос, проведëнный 9 июля, показал, что Вильявисенсио находится на четвëртом месте, набрав 10,23% голосов. Неделю спустя, 18 июля, опрос показал, что Вильявисенсио занял второе место с 13,2%, а бывшая член ассамблеи Луиса Гонсалес — первое место с 26,6%. В августе 2023 года, на момент своего убийства, Вильявисенсио набрал 7,5% голосов избирателей. Другой опрос, проведëнный в день его убийства, показал, что он находится на втором месте после Гонсалес.
Свою президентскую кампанию он строил вокруг борьбы с мафией и незаконным оборотом наркотиков. За несколько дней до смерти он сказал, что ему угрожал убийством «один из боссов картеля Синалоа». 9 августа 2023 года в Кито после предвыборного митинга он был застрелен. Убийцу вскоре задержали, но он в ту же ночь умер от ран, полученных в перестрелке с полицией.
Преемником от партии на выборах стал Христиан Зурита.